# Strange Tales
«Strange Tales» (полное название — «Strange Tales of Mystery and Terror») — американский литературный журнал приключенческой фантастики ужасов, выходивший в 1931—1933 годах.
Журнал был задуман в компании Clayton Magazines как прямой конкурент «Weird Tales» и «парный» журнал для «Astounding Science Fiction». Вести новый проект было поручено редактору «Astounding» Гарри Бейтсу, который привычно сделал акцент на приключенческих рассказах с элементами фантастики.
Журнал начал выходить в сентябре 1931 года и поначалу выдерживал периодичность один номер в два месяца. Однако, в отличие от «Astounding», устойчивой популярностью у читателей он не пользовался и поэтому периодичность его была вскоре снижена. В конце 1932 года Clayton начал испытывать серьёзные финансовые трудности и «прижал» часть второстепенных проектов. Последний номер «Strange Tales» вышел в январе 1933 года.
После банкротства Clayton Magazines и продажи его журналов конкурентам, издание «Strange Tales» возобновлено не было.
Всего было выпущено 7 номеров журнала.
В 2004 году издание было возобновлено компанией Wildside Press в форме литературного альманаха; вышли три номера.